# إعدام جيسي واشنطن
جيسي واشنطن هو عامل مزرعة مراهق أمريكي من أصول أفريقية أُعدم خارج نطاق القانون في واكو، تكساس في الخامس عشر من مايو/أيار، 1916. صار هذا الحدث من أشهر نماذج الإعدام ذات الدافع العنصري. اتُّهِمَ واشنطن بجريمة قتل لوسي فراير، زوجة جورج صاحب مزرعة القطن الأبيض البشرة في روبينسون الريفية، تكساس. حكمت هيئة محلفين - جميع أفرادها من البيض - عليه بالإعدام في قضية لوسي، وذلك بعد اعترافه بالجريمة ووصفه لمكان السلاح المستخدم في الجريمة. عند انتهاء مجريات المحاكمة اختطفه الغوغاء من داخل القاعة ليقوموا بإعدامه خارج سلطة القضاء.

## خلفية الحادثة
في مساء الثامن من مايو/أيار من نفس العام، وجدت روبي فراير، 22 عامًا، وأخوها جورج الصغير، 14 عامًا، جثة لوسي فراير - أمهما، ٥٣ عامًا - ممدة على أرضية مدخل سقيفة تستخدم لتخزين البذور في مزرعة زوجها وعليها آثار ضرب عنيف أدى لوفاتها. كان جيسي - 17 عامًا - يعمل في مزرعة جورج مع أخيه ويليام منذ يناير/كانون الثاني من نفس العام. ذهب جورج إلى مأمور الشرطة فليمِنج في مقاطعة ماكلينان ليبلغ عن مقتل زوجته، وأُتي بالطبيب ماينارد ليفحص الجثة، حيث قرر الطبيب أن علامات الضرب كانت نتيجة استخدام أداة ثقيلة غير حادة أدت لإحداث جروح عميقة في الرأس. توجهت الشكوك نحو جيسي الأُمّي فورًا، وتحرك مساعدو المأمور نحو منزل عائلته ليجدوه مرتديًا ملابس عمل ملطخة بالدماء.

## التحقيق
أخذ مساعدو المأمور عائلة واشنطن بأكملها للقسم في مدينة واكو ليحققوا معهم، ومن ثم أُطلق سراح ويليام ووالداه. أدلى جيسي بتصريحات عديدة متناقضة خلال استجوابه الأولي في واكو، لكنه نفى بإصرار أن لديه أي علم بتفاصيل مقتل لوسي.
عندما استشعر مأمور الشرطة فليمِنج خطورة الموقف وإمكانية نشوء أحداث عنف من جانب الغوغاء، قام بنقل المشتبه به جيسي إلى بلدة صغيرة على بعد 56 كيلومتر من مدينة واكو. استكمل المأمور استجواب جيسي مع مأمور البلدة، وانتهى الاستجواب باعتراف جيسي بجريمة قتل لوسي، كما وصف سلاح الجريمة بأنه مطرقة حداد سوداء متوسطة الحجم وأخبرهم بالموضع الذي خبأها فيه وهو داخل حقل تابع لعائلة فراير. عاد المأمور فليمِنج لروبينسون في واكو ليجد سلاح الجريمة المكسو بالدم المتخثر مع مساعديه وبحضور المدعي العام ماكنمارا في نفس المكان الذي وصفه جيسي، بينما اصطحب مأمور البلدة جيسي إلى مدينة دالاس ليدلي باعترافه للمدعي العام لمقاطعة دالاس مايك لايفلي. اعترف جيسي خلال هذا اللقاء باغتصاب وقتل لوسي فراير، وحبس في سجن مقاطعة دالاس حتى موعد المحاكمة.
لاقى المأمور فليمِنج حشدًا من مواطني بلدات مقاطعة ماكلينان متوجهين نحو مدينة واكو عند عودته من موقع الجريمة بعد إيجاد السلاح، وكان غرضهم الاقتصاص من جيسي. عندما أخبرهم بسجنهم لجيسي في بلدة أخرى لم يصدقوه وأصروا على تفتيش زنزانات سجن المقاطعة المحلي فلم يجدوه.

## المحاكمة
في يوم الخميس الموافق للحادي عشر من مايو/أيار قامت هيئة محلفين عظمى بتوجيه تهمة القتل إلى جيسي بعد انعقادها بثلاثين دقيقة فقط، وبدأت محاكمته في يوم الإثنين الموافق للخامس عشر من مايو/أيار في مقر محكمة مقاطعة ماكلينان.
حاول أحد الحضور خارج قاعة المحكمة قتل جيسي بمسدس، وأوقفه المتفرجون ونزعوا عنه سلاحه.